# Éric Villa
Pour les articles homonymes, voir villa (homonymie).
Éric Villa est un footballeur français né le 29 août 1966 au Pont-de-Beauvoisin[Lequel ?]. Il évoluait au poste de défenseur. Il a disputé 230 matchs dans les rangs professionnels au cours de sa carrière.

## Carrière
Éric Villa effectue sa formation à l'AJ Auxerre. En 1983, il fait partie de l'équipe de France juniors B1 aux côtés d'Alain Roche, Christophe Galtier et Franck Silvestre.  
Il est prêté à La Roche-sur-Yon où il dispute son premier match professionnel en deuxième division en 1987. 
Il ne reste qu'une saison en Vendée avant de retourner à Auxerre puis de s'engager en 1989 avec l'AS Saint-Seurin, en deuxième division. 
Il signe l'année suivante au MUC 72 où il dispute quatre saisons en tant que titulaire au sein de la défense sarthoise. 
Il quitte le club en 1994, puis porte les couleurs de Grenoble, Tours et enfin de l'AS Vitré.
Eric Villa continua sa carriere d'entraineur, surnommé depuis "l'homme au cahier", il signe à Romans puis à Saint-Marcellin en 2018.